# Енис (Монтана)
Енис (енгл. Ennis) град је у америчкој савезној држави Монтана.

## Демографија
По попису из 2010. године број становника је 838, што је 2 (-0,2%) становника мање него 2000. године.
| Група             | 2000.       | 2010.       |
| Белци             | 822 (97,9%) | 803 (95,8%) |
| Афроамериканци    | 0 (0,0%)    | 1 (0,1%)    |
| Азијати           | 0 (0,0%)    | 2 (0,2%)    |
| Хиспаноамериканци | 6 (0,7%)    | 16 (1,9%)   |
| Укупно            | 840         | 838         |